# Ptychomitrium obtusifolium
Ptychomitrium obtusifolium là một loài rêu trong họ Ptychomitriaceae. Loài này được (Broth.) Paris mô tả khoa học đầu tiên năm 1905.